# Prokom Investments

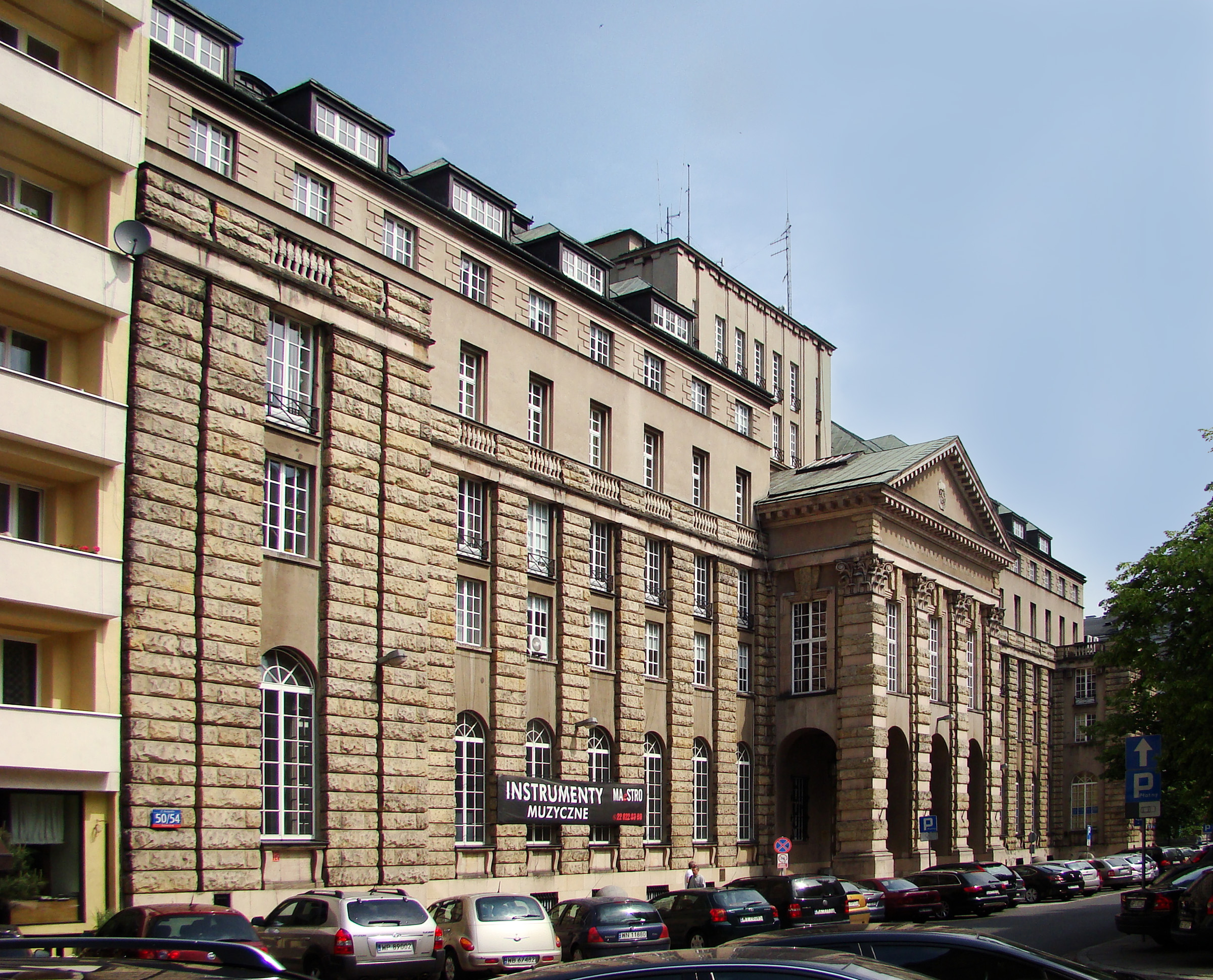
In einem Teil des Gebäudes der ehemaligen Landwirtschaftsbank in Warschau in der Ulica Nowogrodzka hat die Futurion 1 S.A. heute (2019) ihren Sitz

Prokom Investments S.A. war der Firmenname eines polnischen Beteiligungsunternehmens (Private Equity). Seit April 2017 firmiert die Gesellschaft als Futurion 1 S.A. Der Sitz des Unternehmens befindet sich in der Ulica Nowogrodzka 50 in Warschau. In den 1990er und 2000er Jahren ein bedeutendes Investmentvehikel, ist das Unternehmen heute (2019) wirtschaftlich unbedeutend und hoch verschuldet.

## Beteiligungen
Prokom Investments wurde im Jahr 1990 von dem polnischen Unternehmer und späteren Milliardär Ryszard Krauze gegründet. Seit dem 30. Januar 2002 firmierte das Unternehmen als Aktiengesellschaft (S.A.), war aber nicht börsennotiert. Über Prokom Investments hielt Krauze seine Beteiligungen in den Branchen IT, Biotechnologie, Ölförderung und Immobilien. Seit dem Verkauf von Prokom Investments an ein zypriotisches Unternehmen im Jahr 2015 ist unbekannt, in welchem Umfang die Familie Krauze indirekt noch am Unternehmen beteiligt ist.
Die genauen Beteiligungs- und Vermögensverhältnisse bei Prokom Investments waren mitunter schwer nachvollziehbar. So fiel die Zuordnung der Verteilung von Anteilen (wie auch erteilter Bürgschaften gegenüber Kreditgebern sowie untereinander erteilter Kredite) an mehrheitsbestimmten Unternehmen – bei häufigem Wechsel – Wirtschaftsjournalisten und Börsenspezialisten schwer. Teilweise verkauften sich Portfoliounternehmen gegenseitig andere Beteiligungen oder Vermögenswerte, ohne dass der Vorgang selbst oder die Bewertungsgrundlage erklärt wurden. Der Transparenzmangel wurde von Minderheitsgesellschaftern (der Portfoliounternehmen) kritisiert. In den 2000er Jahren wurde staatsanwaltlich zu Finanztransaktionen ermittelt, an denen Prokom Investments beteiligt war. Dieses Verfahren wurde eingestellt.

### Prokom Software
Bereits ab 1987 hatte Krauze die später börsennotierte Prokom Software (die ursprünglich unter der Bezeichnung Prokom firmierte) aufgebaut – ein Unternehmen, das IT-Lösungen für große und mittlere Unternehmen (darunter häufig staatlich kontrollierte Unternehmen) sowie den öffentlichen Verwaltungssektor anbot. Unter anderem wurden große Aufträge zur Digitalisierung von Zakład Ubezpieczeń Społecznych, dem Verteidigungsministerium, dem Erziehungsministerium, der Najwyższa Izba Kontroli, KGHM Polska Miedź, Poczta Polska, PKO Bank Polski, Telekomunikacja Polska und Powszechny Zakład Ubezpieczeń erteilt. Prokom Software wurde im Rahmen einer Übernahme im April 2008 mit der Asseco-Gruppe fusioniert.

### Bioton

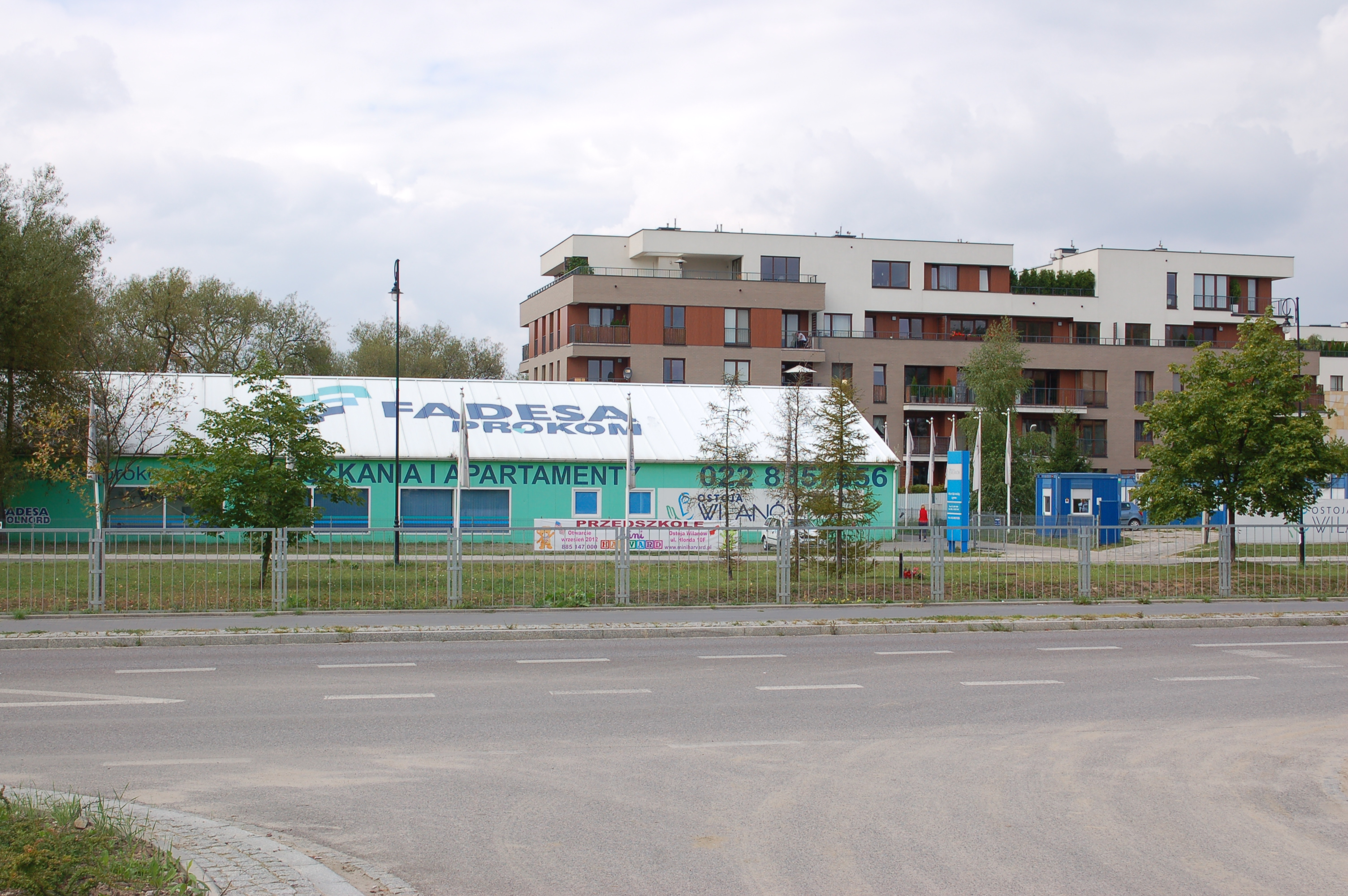
Das Joint Venture zwischen Prokom Investments und Fadesa errichtete die Siedlung Ostoja in Miasteczko Wilanów

Eines der Portfoliounternehmen war der 1989 gegründete Pharmaproduzent Bioton, an dem sich Prokom Investments 1996 beteiligte. Im Jahr 2005 erfolgte der Börsengang des auf die Insulin- und Antibiotikaherstellung spezialisierten Unternehmens; eine Zeitlang wurde Bioton im WIG-20-Index der Warschauer Börse geführt.
Auch nach dem Börsengang kontrollierte Prokom Investments das Unternehmen; in Folge wurden weitere Pharmaunternehmen durch Bioton (z. B. Biolek) aufgekauft. Die letzten Bioton-Aktien verkaufte Prokom Investments im Jahr 2015 an einen chinesischen Investor.

### Miasteczko Wilanów
1999 erwarb Prokom Investments die Nutzungsrechte an einem knapp 170 Hektar großen Feld- und Wiesengelände im Warschauer Stadtdistrikt Wilanów. Verkäufer war die Warschauer Naturwissenschaftliche Universität SGGW. Der Kaufpreis betrug 370 Millionen Złoty. Zur Finanzierung standen Prokom Investments Erlöse aus dem Verkauf von Anteilen an Bioton sowie Bankdarlehen zur Verfügung. Die Bankdarlehen wurden mit Aktienpaketen an Prokom Software und Bioton abgesichert. Auf dem Gelände wurde von Prokom Investments ein Wohnbaugebiet entwickelt. Dazu ging das Unternehmen mehrfach Joint-Ventures mit Immobilienentwicklern (z. B. der spanischen Fadesa Inmobiliaria ein) ein, um selbst an der Entwicklung einzelner Wohnanlagen beteiligt zu sein.
Im August 2007 übertrug Prokom Investments die Rechte an seinem Landbesitz in Miasteczko Wilanów an die Polnord S.A.

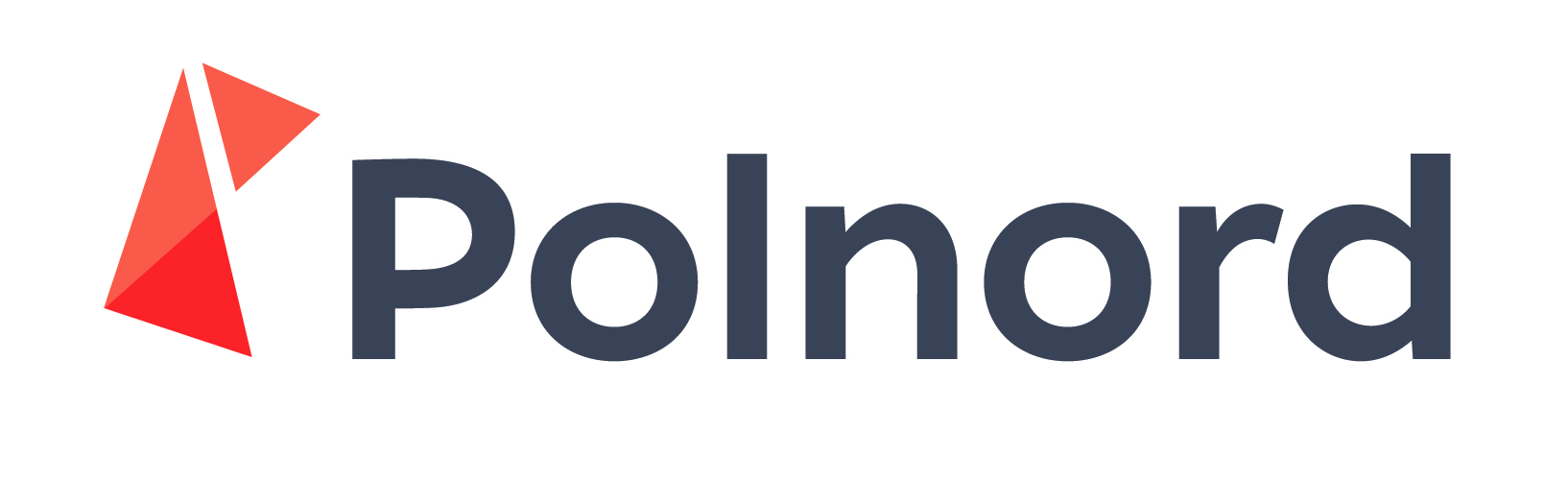

### Polnord
Prokom Investments beteiligte sich Mitte der 2000er Jahre an dem Immobilienentwicklungs- und Bauunternehmen Polnord. Im Jahr 2007 erhielt Prokom Investments im Tausch gegen die noch im Portfolio von Prokom Investments verbliebenen unbebauten Grundstücke von Miasteczko Wilanów weitere rund fünf Millionen Aktien von Polnord zu einem Preis von je 126,64 Złoty. Die übertragenen Rechte an der Nutzung von rund 80 Hektar wurden mit 636 Millionen Złoty bewertet. Neben den Grundstücken beinhaltete der Kaufpreis Ansprüche gegen die Stadt Warschau (bzw. stadteigene Unternehmen) und den Distrikt Wilanów auf Erstattung von bereits getätigten Infrastrukturbaumaßnahmen.
Im November 2014 übernahmen Gläubigerbanken von Prokom Investments Anteile von Polnord. Im Oktober 2015 erhielt die Bank PKO BP weitere Polnord-Anteile.

### Petrolinvest
Im August 2006 übernahm Prokom Investments über seine bis dahin unbedeutende Portfoliogesellschaft Petrolinvest ein Unternehmen in Kasachstan, das über mehrere Lizenzen und (vermutete) Lagerstätten zur Öl- und Erdgasförderung verfügte. Damals wurden die zu fördernden Ölvorkommen auf zwei Milliarden Barrel veranschlagt, womit der Bedarf Polens an Öl dreizehn Jahre lang hätte gedeckt werden können. Der Kaufpreis betrug 143 Millionen Dollar. Einige Wochen später musste Petrolinvest erhebliche unerwartete Steuerzahlungen (Altlasten) an die kasachischen Behörden leisten. Um die Bohrarbeiten aufnehmen zu können, nahm Petrolinvest ein Darlehen von 300 Millionen Złoty bei der PKO BP auf; andere Prokom Investments-Unternehmen übernahmen Bürgschaften.
Am 16. Juli 2007 debütierte das Unternehmen an der Warschauer Börse. Der Börsengang war ein großer Erfolg. Die Aktien wurden für 227 Złoty angeboten. Während des ersten Handelstages stieg der Preis auf 620 Złoty; zum Börsenschluss lag er bei 590 Złoty. Obwohl Petrolinvest bislang noch kein Öl gefördert hatte, generierte der Börsengang 2,3 Milliarden Złoty. Der Börsenwert des Unternehmens betrug in der Spitze rund fünf Milliarden Złoty.  Der Sitz der Petrolinvest war Gdynia. In den nächsten Jahren war Petrolinvest im Wesentlichen in Kasachstan mit Probebohrungen beschäftigt, wurde aber nicht fündig; der Börsenkurs fiel deshalb kontinuierlich – im Jahr 2014 betrug der Wert des Unternehmens 46 Millionen Złoty, 2017 nur noch 30 Millionen Złoty. 2018 wurde die Notierung an der Börse ausgesetzt.

### Polaqua
An dem polnischen Bauunternehmen Polaqua beteiligte sich Prokom Investments als Finanzinvestor. Ab Mitte 2006 erwarb das Unternehmen (sowie auch Krauze direkt) Anteile an Polaqua. Letzte Zukäufe erfolgten im Frühjahr 2007, der Börsengang fand im Juli 2007 statt. Bereits kurz darauf verkaufte Prokom Investments seine Anteile in mehreren Tranchen und realisierte einen hohen Gewinn.
Pol-Aqua und Prokom Investments (gemeinsam mit ihrer Tochtergesellschaft Osiedle Wilanowskie) widerriefen im Juni 2008 eine vorläufige Vereinbarung über den Kauf von 20 % von Polnord-Aktien durch Pol-Aqua.

### Weitere Beteiligungen (Auswahl)
Die Osiedle Wilanowskie Sp. z o.o., eine im Jahr 2002 gegründete Tochtergesellschaft von Prokom Investments mit Sitz in Gdynia war Mitgesellschafter von Polnord und Petrolinvest. Die Pomorskie Farmy Wiatrowe Sp. z o.o., die von Prokom Investments als Projektgesellschaft für Errichtung und Betrieb von Onshore-Windparks gegründet worden war, wurde 2011 an Petrolinvest verkauft. Das Unternehmen verfügte über 423 Hektar Landfläche. Die Aquapark Sopot errichtete im Jahr 2002 eine Schwimmbadanlage in Sopot. Der Komplex wurde 2014 vom Podkarpackie Fundusz Nieruchomości, einem Unternehmen der Asseco-Gruppe, als Gegenleistung für unbeglichene Schulden von Prokom Investments gegenüber Asseco übernommen.
Prokom Investments erhöhte im Jahr 2007 seinen Anteilsbestand an dem 1993 gegründeten, börsennotierten Börsenmakler Beskidzki Dom Maklerski S.A. auf eine Mehrheitsbeteiligung. Aus einer Minderheitsbeteiligung an dem börsennotierten Buch- und Zeitschriftendrucker Kompap (Sitz in Łódź) stieg Prokom Investments im Jahr 2007 aus. Eine weitere Tochtergesellschaft war die im Jahr 2015 liquidierte Prokom Śląska Sp.z o.o., eine Immobilienverwaltungsgesellschaft, die Immobilien der Prokom Investments verwaltete.

## Sponsoring
Prokom Investments war direkt und über die Beteiligung Prokom Software ab 1998 Hauptsponsor eines erfolgreichen Basketballvereins in Sopot, der 1995 als „Trefl Sopot“ gegründet worden war. Unter dem geänderten Namen Prokom Trefl Sopot und (nach der Übernahme von Prokom Software durch Asseco) Asseco Prokom Sopot erzielte der Verein zahlreiche Erfolge. Nach einem Standortwechsel hieß der Verein ab dem Jahr 2009 Asseco Prokom Gdynia. Da ein Sponsoring als Namenspatron für die nicht mehr Öffentlichkeit agierende Prokom Investments keinen Sinn mehr machte, beendete das Unternehmen diese Aktivität. Einen in Sopot nach dem Wegzug von „Arka Gdynia“ neu gegründeten Verein (Trefl Sopot) unterstützte das Unternehmen ebenfalls.
Im Jahr 2009 wurde Prokom Investments als nationaler Sponsor mit dem „Złotych Koszy“ vom Polnischen Basketballverband (PZKosz) ausgezeichnet.
Von 1999 bis 2007 sponserte Prokom Investments das Danziger Tennisturnier „Idea Prokom Open“, später umbenannt in „Orange Prokom Open“. Dank der finanziellen Unterstützung entstand aus einem kleinen ITF-Turnier in kurzer Zeit eine renommierte Veranstaltung im Tourkalender von ATP und WTA. Rafael Nadal gewann hier im Jahr 2004 seinen ersten ATP-Titel. Zu dem prestigeträchtigen Turnier lud Krauze regelmäßig polnische Politprominenz ein, so besuchte Aleksander Kwaśniewski die Veranstaltung.
Von 2004 bis 2008 unterstützte Prokom Investments den Polnischen Tennisverband PZT mit rund 10 Millionen Złoty. Daneben förderte das Unternehmen auch einzelne Spieler. So erhielten Agnieszka Radwańska und Jerzy Janowicz finanzielle Hilfen.
Die Gdyńska Szkoła Wyższa Prawa i Dyplomacji (1996 bis 2010: Wyższa Szkoła Międzynarodowych Stosunków Gospodarczych i Politycznych w Gdyni) in Gdynia wurde von Prokom Investments durch Einräumung von Vorzugsmietkonditionen finanziell unterstützt. Trotzdem die Hochschule einen guten Ruf hatte, nahmen die Studentenzahlen und damit das Gebühreneinkommen bis zum Ende der 2000er Jahre stark ab. Im Jahr 2012 beauftragte Prokom Investments einen Gerichtsvollzieher mit der Einziehung von Mietschulden. Am 1. Juli 2013 wurde das Institut in die Struktur der Wyższa Szkoła Bankowa w Gdańsku in Danzig als Fakultät für Wirtschaft und Management übernommen.

## Niedergang
Um das Jahr 2010 geriet Prokom Investments zunehmend in finanzielle Probleme. Die nicht erfolgreichen, kreditfinanzierten Investitionen in Petrolinvest, die bei einem Rückgang der Börsenbewertungen der kreditabsichernden Unternehmensbeteiligungen bei Bioton und Polnord zu einer Überschuldung von Prokom Investments führten, mündeten in Anträge zur Eröffnung von Insolvenzverfahren durch mehrere Gläubiger im Jahr 2015. Beim zuständigen Gericht in Danzig wurde im Januar des Jahres der erste Antrag von dem Fernsehsender Telewizja Familijna eingereicht; dabei machte der Gläubiger Ansprüche in Höhe von 75 Millionen Złoty geltend. Es folgte ein Antrag der BGK-Bank Gospodarstwa Krajowego. Ende September beantragte dann die Gläubigerbank PKO BP die Verfahrenseröffnung (ca. 150 Millionen Złoty). Das Gericht lehnte die Anträge ab – ein Bankrottverfahren sei nicht mehr finanzierbar. Der vom Gericht bestellte Gutachter stellte fest, dass den Schulden in Höhe von 462 Millionen Złoty ein Vermögen von 182 Millionen Złoty gegenüberstand.
Für das Geschäftsjahr 2011 hatte das Unternehmen noch einen Gewinn von 1,2 Millionen Złoty ausgewiesen. Zu dem Zeitpunkt waren aber wesentliche Vermögenswerte bereits an Banken und andere Gläubiger verpfändet. Nur geringwertige Beteiligungen und Kunstobjekte – u. a. von Pablo Picasso (Zeichnungen), Apoloniusz Kędzierski, Jerzy Nowosielski, Leon Wyczółkowski und Józef Pankiewicz – waren noch unbelastet. Bereits im Februar 2014 war Krauze von seiner Geschäftsleitungsfunktion bei Prokom Investments zurückgetreten. In Folge veränderte sich die Eigentümerstruktur des Unternehmens; als neuer Gesellschafter wurde die zypriotische Maranzana Limited eingetragen. Im April 2017 erfolgte die Umfirmierung zu Futurion 1. Gleichzeitig wurde der Unternehmenssitz von Gdynia nach Warschau verlegt. Im Juni 2018 wurde an Banken verpfändeter Grundbesitz versteigert, darunter noch abzubauende Sandlagerstätten in Brzeźno Lęborskie.